# Il fiore sotto gli occhi (film 1944)
Il fiore sotto gli occhi è un film del 1944 diretto da Guido Brignone.

## Trama
Silvio Aroca un professore di storia incompreso a scuola inizia ad avere problemi anche con la moglie Giovanna. La coppia decide quindi di approfittare delle vacanze per un nuovo inizio, andranno nello stesso albergo ma separatamente come se non si conoscessero.
Peccato che entrambi siano oggetto di attenzione di altri corteggiatori ma la donna resta fedele al marito e la coppia riesce a ricomporsi e finalmente il libro di storia viene pubblicato.